# Nnamdi Anusim
Nnamdi Lucky Anusim (né le 11 juillet 1972 à Owerri) est un athlète nigérian.

## Palmarès
| Date | Compétition                       | Lieu     | Résultat | Épreuve   | Performance |
| ---- | --------------------------------- | -------- | -------- | --------- | ----------- |
| 1990 | Championnats du monde juniors     | Plovdiv  | 3e       | 4 x 100 m | 39 s 68     |
| 1990 | Championnats d'Afrique            | Le Caire | 1er      | 4 x 100 m | 39 s 85     |
| 1995 | Championnats d'Afrique de l'Ouest | Dakar    | 1er      | 200 m     | 21 s 43     |
| 1995 | Championnats d'Afrique de l'Ouest | Dakar    | 2e       | 100 m     | 10 s 38     |